# Aristolochia crassinervia
Aristolochia crassinervia är en piprankeväxtart som beskrevs av Oswald Schmidt. Aristolochia crassinervia ingår i släktet piprankor, och familjen piprankeväxter. Inga underarter finns listade i Catalogue of Life.